# Солодка уральская
Солодка уральская (лат. Glycyrrhiza uralensis) — вид многолетних травянистых корневищных растений семейства Бобовые (Fabaceae).

## Распространение и среда обитания
Растение произрастает вблизи кустарников, на участках лугов и территориях степей. Распространено как в поймах, так и в руслах высыхающих рек, вблизи водоёмов и на берегах оросительных каналов. Территориально растение встречается в Казахстане, Средней Азии, на юге Западной Сибири, на Урале и Кавказе. Сбор растения происходит так же, как и солодки голой.

## Ботаническое описание
Высота растения может превышать один метр. Корневая система включает в себя короткое корневище и вертикальный деревянистый корень. Он достигает грунтовых вод. Стебли растения прямостоячие, крепкие, высотой от 40 до 80 сантиметров.
Венчик солодки беловато-фиолетового цвета. Из 10 тычинок растения 9 срастаются между собой.
Плодом солодки уральской является линейно-продолговатый боб длиной от 2 до 4 сантиметров. Ширина плода от 5 до 8 миллиметров. Семена растения округло-почковидной формы, гладкие на ощупь и буроватого тона.
Растение цветёт с июня по июль. Плоды созревают с августа по сентябрь.

## Значение и применение

### В медицине
Корни и корневища солодки уральской применяют в лечебных целях. В них содержится сахароза, пектины, крахмал, глюкоза, флавоноиды, азотсодержащие соединения. Растение лежит в основе создания препаратов, облегчающих течение заболеваний органов дыхания благодаря отхаркивающим свойства. Растение входит в состав средств, регулирующих водно-солевой обмен в организме. Измельчённый корень солодки уральской используется для создания желудочных и грудных сборов.
Препараты малотоксичные. Обладают антигистаминными, антиаллергическими, мочегонными и спазмолитическими свойствами. По своим свойствам и химическому составу солодка уральская напоминает солодку голую.
В рандомизированном, двойном слепом, плацебо-контролируемом исследовании с участием 60 человек, травяной ополаскиватель для полости рта с экстрактом Glycyrrhiza uralensis показал большую эффективность в снижении распространенности галитоза по сравнению с солевым ополаскивателем.  Кроме того, у пациентов с псевдогалитозом, использующих ополаскиватель с G. uralensis, наблюдалось статистически значимое (p < 0.05) уменьшение количества бактерий, вызывающих галитоз.

### В промышленности
Корень солодки нашёл своё применение в пищевой промышленности. Его используют при изготовлении, кваса, пива, разных безалкогольных напитков, чая, какао, кофе, халвы. Солодковый корень входит в состав средств, применяющихся для создания чернил, акварелей, для жидкостей, которыми наполнены огнетушители. Также корень растения значится компонентом для шампуней, которые укрепляют волосы.

### Прочее
Питательная ценность сена ранней заготовки составляет 84,4 кормовых единиц и 12,0 кг переваримого протеина, сена поздней заготовки 41,4 кормовых единиц и 5,4 кг переваримого протеина. В опытах валухи отказывались есть молодую солодку, а сено поздней заготовки поедалось удовлетворительно. Причина плохой поедаемости молодой солодки высокое содержание дубильных веществ по сравнение с сеном поздней заготовки — 3,85 % и 1,77 % соответственно.